# سوغات اصفهان
شهر اصفهان از شهرهای مهم گردشگری در ایران به‌شمار می‌رود که همه ساله تعداد زیادی مسافر و گردشگر را پذیرا است. این شهر مانند شهرهای دیگر ایران دارای سوغات به خصوصی است.ترمه، خاتم‌کاری، قلم زنی، قلمکاری، چاپ‌سنگی، فیروزه‌کوبی، مرصع‌کاری، میناکاری، پاپیه ماشه، کاشی معرق، گز، پولکی، و…

## خوراکی
گز، پولکی و نبات از شیرینی‌های سوغاتی شهر اصفهان است، مهمترین غذای محلی اصفهان نیز بریانی نام دارد که خوراکی گوشتی و بسیار چرب بوده و در بیشتر نقاط شهر می‌توان آن را تهیه کرد.

### گز اصفهان

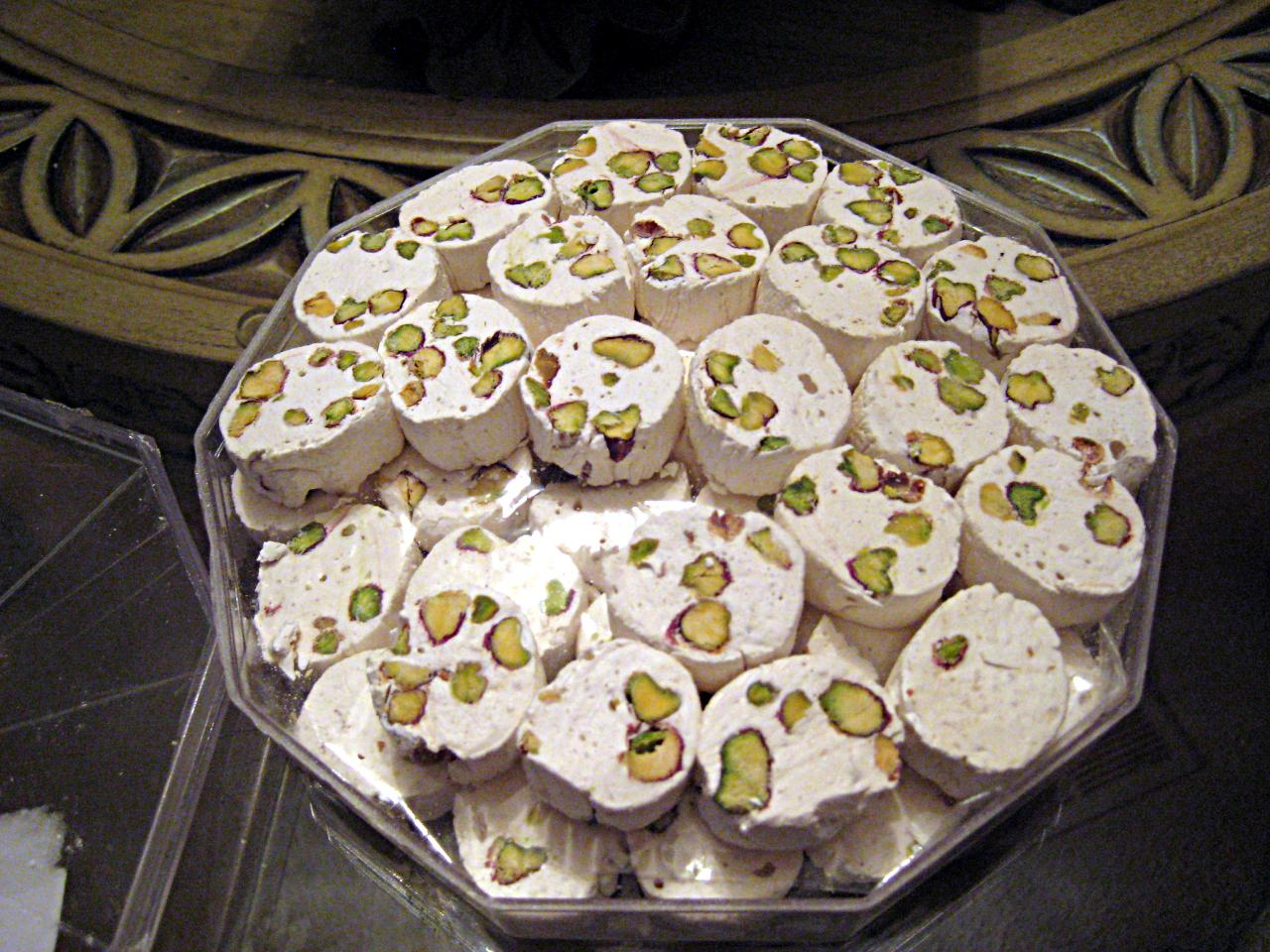
گز اصفهان

گز اصفهان، قدمتی طولانی و چند صد ساله دارد. قرن‌ها پیش، پادشاهان ایرانی، گز را به دیگر پادشاهان دنیا پیشکش می‌کردند و مهم‌ترین سوغات اصفهان به‌شمار می‌رود. از انواع گز اصفهان می‌توان به گز لقمه‌ای، گز آردی، گز سکه‌ای، گز برشی، گز با لایه شکلاتی و گز انگشت‌پیچ اشاره کرد. نود درصد گز ایران، چیزی در حدود ۶۵۰ هزار تن در سال، در اصفهان تولید می‌شود.

### پولکی اصفهان
پولکی پس از گز شیرینی معروفی است. پولکی جزو آب نبات‌ها با ظاهری نازک و شفاف شبیه به پولک است. از شیره اضافی باقی مانده از فرایند تهیه نبات در تولید پولکی استفاده می‌شود. پولکی در انواع مختلفی مثل پسته‌ای، نارگیلی، کاکائویی، لیموعمانی، کنجدی، نعنایی، زنجبیلی و عسلی تهیه و به فروش می‌رسد.

### نبات اصفهان
نبات یکی دیگر از سوغاتی‌های اصفهان است که البته فقط مختص اصفهان نیست، نبات را می‌توان در انواع طعم‌های آویشن، لیمویی، زیره، نعنایی، زعفرانی، دارچینی تهیه کرد.

## صنایع دستی
در دوره صفوی صنایع دستی در این شهر رونق یافته که عبارت است از خاتم کاری، میناکاری، مینیاتور، قلمزنی، پارچه‌های قلمکار، پارچه‌های زرباف و آثار خوشنویسی.